# غريغور ماريا هانكه
غريغور ماريا هانكه (بالألمانية: Gregor Maria Hanke)‏ (و. 1954  م) هو كاتب، وعالم عقيدة، وكاهن كاثوليكي ألماني، ولد في هير ريدن.

## مناصب
تولى منصب أسقف كاثوليكي (منذ 2 ديسمبر 2006)
- مطران  [لغات أخرى]‏ (منذ 2006)
- رئيس الدير

.

## روابط خارجية
- غريغور ماريا هانكه على موقع مونزينجر (الألمانية)